# Iassus clathratus
Iassus clathratus är en insektsart som beskrevs av Blanchard 1852. Iassus clathratus ingår i släktet Iassus och familjen dvärgstritar. Inga underarter finns listade i Catalogue of Life.